# TCLA - Techniques de Construction Locale Améliorée
Techniques de Construction Locale Améliorée (TCLA) ist eine Bautechnik, die auf der traditionellen Bauweise in Haiti basiert. Die Technik verbessert die Resistenz gegen Starkwinde und Erdbeben, welche in Haiti regelmäßig vorkommen. Dieses System wird häufig im Wiederaufbau nach Katastrophen im ruralen Kontext verwendet.

## Herkunft des Begriffs TCLA
Der Begriff „Technique de Construction Locale Améilorée“ entstand auf der Suche nach geeigneten und kontextualisierten konstruktiven Lösungen im Rahmen der Wiederaufbaubemühungen nach dem verheerenden Erdbeben, das Haïti am 12. Januar 2010 erschütterte.
Das architektonische Konzept basiert auf der Beobachtung traditioneller Wohnlösungen in einem bestimmten Gebiet, der Analyse ihrer Anfälligkeiten angesichts natürlicher (oder anthropogener) Risiken und der Entwicklung neuer konstruktiver Lösungen, die die zusätzlichen Elemente in die Tradition integrieren, Häuser widerstandsfähig gegen Gefahren zu machen. Ziel dieses Konzeptes ist es, das Wohnen sicherer und nachhaltiger zu machen und gleichzeitig die lokale Kultur und Tradition zu respektieren. Die Verwendung lokal verfügbarer Materialien und die direkte Beteiligung der Haushalte am Bauprozess sind Säulen des TCLA-Ansatzes.

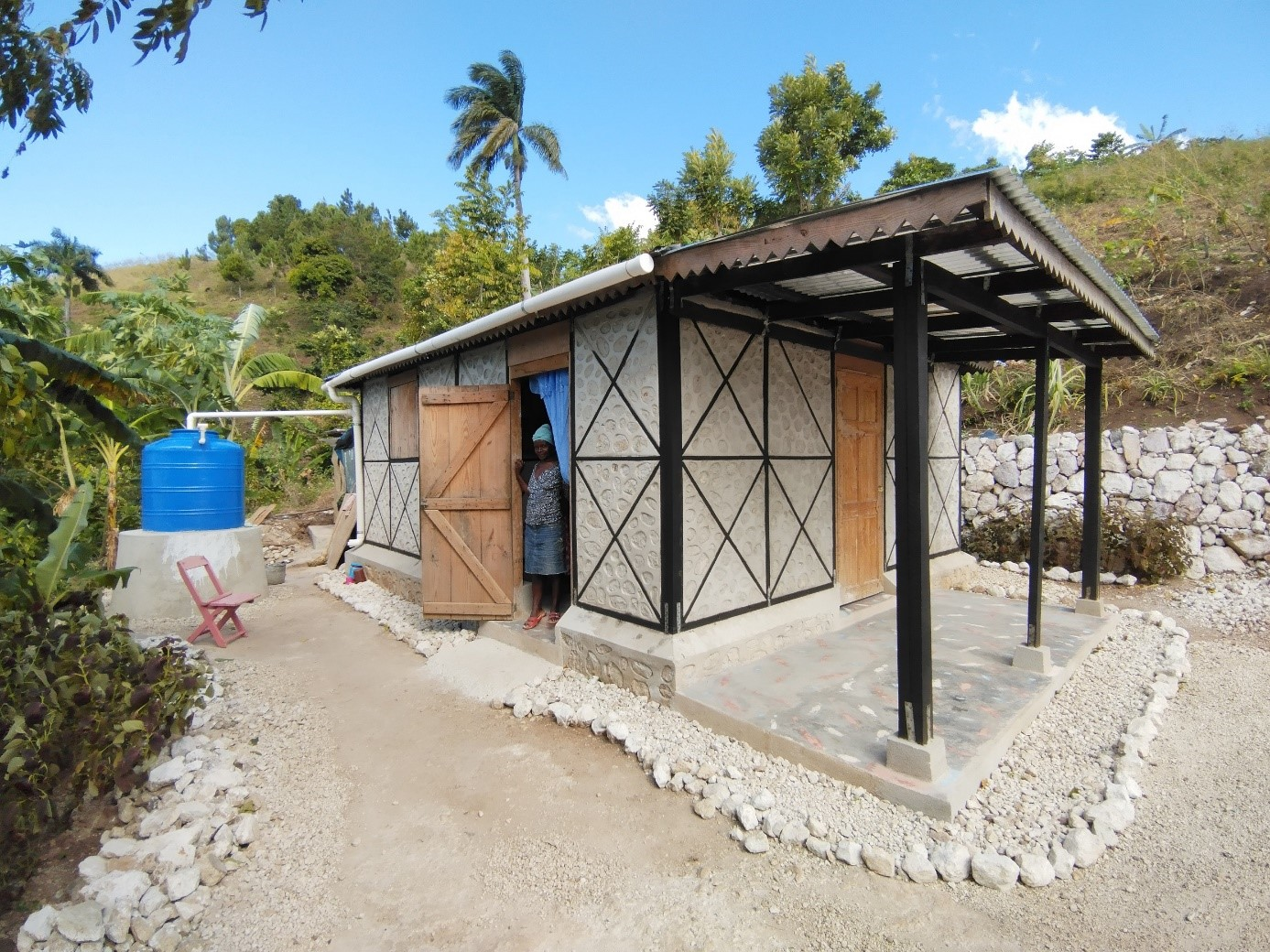
Neuerstelltes Haus nach dem System „TCLA“ mit Regenwassersammelanlage in den Bergen von Chardonières, Haiti.

## Das Konstruktionsprinzip
Das Bausystem besteht aus einer Holzrahmenkonstruktion, welche in einem starren Fundament verankert ist. Die Holzkonstruktion wird mit zusätzlichen Stützen verstärkt. Das Bauprinzip berücksichtigt das in Haiti bestehende Erdbebenrisiko sowie die Gefahren starker Stürme während der Hurrikane-Saison.
Die Hauptstruktur ist aus Holz, flexibel, verformbar und fähig, die durch ein Erdbeben übertragene Energie aufzufangen. Der Holzrahmen wird an den Fundamenten verankert und befestigt. Die Verbindungen zwischen den Holzstrukturen garantieren die Flexibilität der Struktur und somit den Widerstand gegen parazyklonale und seismische Einflüsse. Die Struktur wird durch Andreas-Kreuze ausgespannt und ist mit horizontalen Eckverstärkungen versehen. Der gesamte Holzrahmen wird im Fundament verankert.
Das Mauerwerk zwischen den Dreiecken besteht aus Steinen, Betonschutt und Ziegeln und wird mit Kalk oder Lehm verklebt. Die geringe Größe der Dreiecke verhindert bei einem Herausfallen wegen eines Erdbebens größere Schäden.
Ein Walmdach und zusätzliche Verstrebungen in der Dachunterkonstruktion garantieren eine bessere Widerstandsfähigkeit gegen Starkwinde.
Das Dach der Veranda ist von der Hausstruktur abgesetzt, da diese Starkwinden besonders ausgesetzt ist. Dies verhindert die Beeinträchtigung des Kernhauses, sollte die Veranda durch Starkwinde beschädigt oder zerstört werden.
Der Bau einer Latrine und einer Regenwassersammelanlage vervollständigen das Konzept.

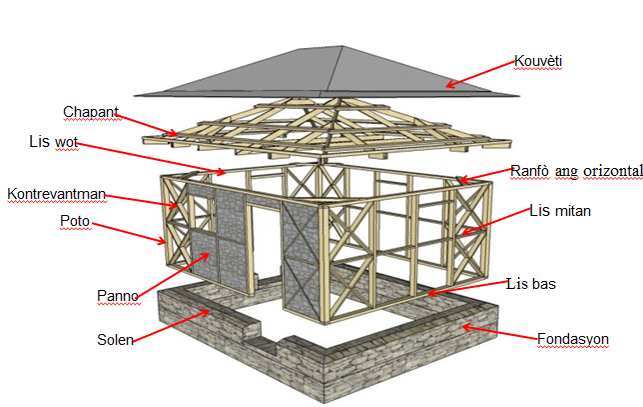
Das modulare Konstruktionsprinzip eines TCLA Hauses

## Einbezug der Bevölkerung bei Hausbau
Die Familien werden in die Beschaffung von lokalen Baumaterialien einbezogen. Mehrere Ausbildungsmodule (Bauprinzip, Unterhalt, Hygiene) stellen sicher, dass die Häuser nach Fertigstellung gewartet und gegebenenfalls repariert werden können und die Latrinen sowie Regenwassersammelanlagen in einem einwandfreien Zustand gehalten werden.
Lokale Maurer und Zimmerleute werden in der Anwendung der TCLA Bauweise weitergebildet. Die Überwachung der Bautätigkeit unterliegt den lokalen Baubehörden.

## Verbreitung
Verbreitet ist die Bauweise TCLA vor allem in den vom Erdbeben von 2010, den von Hurrikane Matthew 2016 und dem Erdbeben von 2021 betroffenen Gebieten im Süden von Haiti. Verschiedene nationale und internationale Organisationen (CRAterre, Schweizerisches Rotes Kreuz, Internationale Organisation für Migration (IOM), la  Coopération Suisse en Haïti ACTED, World-Habitat und andere) verwenden die Bauweise TCLA im Wiederaufbau nach Katastrophen. Koordiniert auf nationaler Ebene wird der Wiederaufbau von Unité de Construction de Logements et Bâtiments Publics (UCLBP).

## Belege
1. ↑  Coopération Suisse en Haïti,
2. ↑  Gid bon pratik konstriksyon nan grandans, Ayiti 2013 (kreyol, 40 pages). (PDF) CRAterre, IFRC, Croix Rouge Haïtienne, 2013, abgerufen am 13. Juni 2023 (französisch).
3. ↑  Reconstruire Haïti après le séisme de janvier 2010. CRAterre, 2015, abgerufen am 13. Juni 2023 (französisch).